# Nelson Senkatuka
Nelson Senkatuka (ur. 10 września 1997 w Kampali) – ugandyjski piłkarz grający na pozycji napastnika. Reprezentant kraju.

## Kariera

### Kariera klubowa
Nelson Senkatuka rozpoczynał karierę w 2012 roku w Hope Doves Kampala, grającym w ugandyjskiej III lidze. W pierwszym sezonie (2012/2013) zagrał w 24 meczach i strzelił 23 gole. W drugim zaś, na drugim poziomie ligowym, zagrał w 31 meczach i strzelił 27 goli.
1 lipca 2014 roku wyjechał do Europy, do Erith & Belvedere FC, klubie grającym w 9. lidze angielskiej. Zagrał tam w pięciu meczach, raz trafił do siatki.
1 stycznia 2015 roku przeniósł się do innego angielskiego klubu – Cranes United FC. Zagrał tam w 34 meczach, w których strzelił 45 goli.
1 lipca 2015 roku powrócił do kraju, do Kampala City Council. Zagrał tam w 16 meczach, strzelił 4 gola, a do tego został mistrzem kraju.
1 lipca 2016 roku przeniósł się do Proline FC. Rozegrał tam 25 meczów, strzelił 11 goli, a jego drużyna w sezonie 2016/2017 w najwyższej klasie rozgrywkowej Ugandy zajęła 8. pozycję.
10 września 2017 roku podpisał kontrakt z Bright Stars FC. Zagrał tam w 29 meczach i strzelił 15 goli. Jego drużyna w sezonach 2017/2018 i 2018/2019 zajęła 8. miejsce w ugandyjskiej ekstraklasie.
10 września 2019 roku wyjechał do Maroka, do Moghrebu Tétouan. W zespole z Teutanu zadebiutował 22 września 2019 roku w meczu przeciwko Rai Beni Mellal, wygranym 0:2. Strzelił jedyną bramkę w pucharze kraju, w ćwierćfinałowym meczu przeciwko Rapide Oued Zem, wygranym 4:1. Trafił w 34. minucie spotkania. W zespole z Teutanu rozegrał 8 meczów (6 ligowych) i trafił jeden raz (spotkanie nieligowe).
Od 1 lipca 2020 roku pozostaje bez klubu.

### Kariera reprezentacyjna
Nelson Senkatuka zadebiutował w ojczystej reprezentacji 24 listopada 2015 roku w meczu przeciwko Zanzibarowi, wygranym 4:0. Do 6 maja 2021 rozegrał 10 meczów.